# Jesús Glaría Yetano
Jesús Glaría Yetano (Villafranca, Navarra, 27 d'octubre de 1961) és un exfutbolista navarrès, que ocupava la posició de defensa.

## Trajectòria
Debuta a primera divisió a la campanya 83/84, tot jugant un partit amb el CA Osasuna. A la temporada 87/88 esdevé un dels jugadors més importants de la UE Lleida, amb nou gols en 36 partits. Aquesta bona campanya possibilita el seu fitxatge pel Reial Saragossa l'any següent.
Al quadre aragonès comença a ser suplent, però es fa amb la titularitat a la 89/90. A la campanya posterior, però, hi retorna a la banqueta.